# Jovijan
Jovijan Flavije (lat. Flavius Claudius Iovianus, zvan Jovijan) (Singidunum, 331. – Dadastana, Turska, 17. veljače 364.), istočnorimski car od 363. do 364. godine, nasljednik cara Julijana Apostate.
Bio je vokskovođa cara Julijana Apostate. Stupio je na carsko prijestolje nakon njegove smrti koju su prouzročile zadobivene rane u borbi protiv Perzijanaca. Kako bi osigurao vojsci uzmak, Jovijan je prepustio Armeniju i provincije u Mezopotamiji stečene 297. godine.
Obnovio je povlastice kršćanima, koje su bile ukinute za vladavine prethodnog cara.